# Hermann Grossmann (Bahai)
Hermann Grossmann (* 16. Februar 1899 in Rosario, Argentinien; † 7. Juli 1968 in Neckargemünd, Deutschland) war Autor, Bahai und eine der zwölf Hände der Sache Gottes, die 1951 von Shoghi Effendi ernannt wurden.

## Leben

### 1899–1945
Hermann Grossmann, der deutsche Eltern hatte, kehrte 1909 mit ihnen von Argentinien nach Deutschland zurück und studierte in Leipzig und Hamburg hauptsächlich Kunstgeschichte und Nationalökonomie. Als Student lernte Hermann Grossmann 1920 in Leipzig die Lehren Baha’u’llahs kennen, nahm sie sofort an und widmete ihnen sein Leben. 1923 promovierte er mit einer Rechts- und Staatswissenschaftlichen Dissertation an der Universität Hamburg, veröffentlichte eine Broschüre mit dem Titel „Die soziale Frage und ihre Lösung im Sinne der Bahailehre“ und heiratete Anna Harthmann und ließ sich mit ihr zunächst in Hamburg nieder, wo er als Geschäftsführer in eine Feinpappenfabrik eingetreten war. 1928 bekamen sie eine Tochter, Susanne Bahiyyih, und 1933 ein Sohn, Hartmut Harlan.
In seiner Freizeit hielt Hermann Grossmann u. a. zahlreiche Vorträge und war von 1924 bis 1936 Mitglied des Nationalen Geistigen Rates von Deutschland. Beruflich bedingt musste Hermann Grossmann 1930 mit seiner Familie nach Weinheim an der Bergstraße übersiedeln und 1932 zogen sie nach Neckargemünd weiter. Im gleichen Jahr publizierte Grossmann das Buch „Am Morgen einer neuen Zeit“ mit dem Untertitel „Zusammenbruch oder Neugestaltung? Eine kulturelle Diagnose der Gegenwartsnöte“. Dieses Buch fiel wenige Jahre später der Bücherverbrennung der Gestapo zum Opfer.
Da laut den Zwölf ethischen Grundsätzen der Bahai eine Welthilfssprache eingeführt werden muss, engagierte sich Grossmann stark für Esperanto. In den 1920er und 1930er Jahren veröffentlichte Grossmann in Esperanto die internationale Bahai-Zeitschrift La Nova Tago (Der neue Tag). 1936 wurde das Erscheinen dieser Zeitschrift eingestellt, da es verboten wurde, für Esperanto zu werben.
Neben vielen weiteren Schriften ist seine Mitarbeit in den regelmäßig herausgegebenen Jahrbüchern „Bahai-World“ zu erwähnen, die 1937 beendet werden musste, da die Bahai-Vereinigung durch Heinrich Himmler verboten wurde. Grossmann unternahm 1937 seine erste Bahai-Wallfahrt nach Haifa und lernte hierbei Shoghi Effendi kennen.
Hermann Grossmann gelang es durch zähe Verhandlungen mit der Gestapo, seine inhaftierte Schwester Elsa Maria zu befreien, die ebenfalls Bahai war. Außerdem sprach er als Zeuge vor Nazi-Gerichten zur Verteidigung von Bahai. Hermann Grossmann selbst wurde 1944 zu einer sechsmonatigen Gefängnisstrafe wegen Kriegswirtschaftvergehen verurteilt, die er allerdings nicht mehr antreten musste.

### 1945–1968
Nach dem Zweiten Weltkrieg gab es kaum Bahai-Bücher, da diese durch die Gestapo beschlagnahmt oder vernichtet wurden oder durch den Krieg unwiederbringlich verloren gegangen waren. Daher veröffentlichte Grossmann verschiedene kleine Bücher wie der „Umbruch zur Einheit“ und eine neue Ausgabe seines Vorkriegs-Werkes „Am Morgen einer neuen Zeit“ und übersetzte die Sieben Täler sowie zusammen mit seiner Frau die Ansprachen in Paris.
1951 begann Shoghi Effendi damit aus den Bahai der ganzen Welt Hände der Sache Gottes zu ernennen. Hermann Grossmann war unter den ersten zwölf, die zu diesem Rang erhoben wurden. Die Aufgabe dieser Hände war die Verbreitung des Bahai-Glaubens und der Schutz des neuen Bündnisses Gottes mit der Menschheit durch Baha’u’llah.
1953 schied Hermann Grossmann aus dem Berufsleben aus und konnte sich danach noch intensiver dem Bahai-Glauben widmen. So befasste sich Grossmann mit dem göttlichen Bündnis in der Religionsgeschichte. Seine geschichtsphilosophischen Arbeiten veröffentlichte er 1956 in dem Buch „Das Bündnis Gottes in der Offenbarungsreligion“. Als im Sommer 1955 die Verfolgungen der Bahai im Iran ausbrachen, wurde Grossmann als ein Mitglied des Appellationskomitees von Shoghi Effendi nach Genf berufen, damit dieser Ausschuss sich bei den Vereinten Nationen und bei einzelnen Delegationen für die bedrohten Gläubigen einsetzte.
1957 unternahm Grossmann seine zweite Bahai-Wallfahrt. Zwischen dem überraschenden Tod von Shoghi Effendi im Jahre 1957 bis zur Wahl des ersten Universalen Hauses der Gerechtigkeit im Jahre 1963 übernahm ein Gremium der Hände der Sache die Leitung der Bahai-Weltgemeinschaft. Dieses Gremium bat Hermann Grossmann nach Südamerika zu reisen, um die Bahai dort bei der Verwirklichung des Zehn-Jahres-Planes zu helfen. Dieser von Shoghi Effendi initiierte Plan endete erst 1963 und sah die erstmalige Bildung von zehn Nationalen Geistigen Räten in Südamerika vor. 1959, 1960, 1961 und 1962 reiste Grossmann extensiv in Südamerika. In der Tat wurden dort 1961 die zehn Nationalen Geistigen Räte von Argentinien, Bolivien, Brasilien, Chile, Ecuador, Kolumbien, Paraguay, Peru, Uruguay und Venezuela gebildet.
Geschwächt von den anstrengenden Reisen verbrachte er die letzten Jahre seines Lebens weiter für den Bahai-Glauben wirkend und schreibend in seinem Heim in Neckargemünd. So wurde 1962 die 1. Auflage seines Buches „Was ist die Bahai-Religion?“ veröffentlicht. In späteren Auflagen erschien das Buch unter dem Titel „Was lehrt die Bahá‘í-Religion?“. Das Werk selbst wurde in mehrere Sprachen übersetzt. 1966 wurde seine Zusammenstellung von Texten Der Bahai-Gläubige und die Bahai-Gemeinschaft veröffentlicht, deren revidierte 3. Auflage 1994 unter dem Titel Der Bahai und die Bahai-Gemeinschaft erschien. Am 7. Juli 1968 verstarb Hermann Grossmann und wurde auf dem Friedhof in Neckargemünd bestattet.

## Schriften
- Die Lederersatzstoffe und ihre Verwendung in der Pirmasenser Schuhindustrie unter besonderer Berücksichtigung der Kriegs- und Nachkriegszeit. Wulff, Wandsbek 1923 (Hamburg, Univ., Diss., 1923 [1925]).
- Die soziale Frage und ihre Lösung im Sinne der Bahailehre. Verlag des Deutschen Bahai-Bundes, Stuttgart 1923.
- La Nova Tago: la internacia Bahaa Esperanto-gazeto. Bahaa Esperanto-Eldonejo, Wandsbek (1925–1936).
- Am Morgen einer neuen Zeit: Zusammenbruch oder Neugestaltung?; eine kulturelle Diagnose der Gegenwartsnöte. Strecker & Schröder, Stuttgart 1932.
- Umbruch zur Einheit. Gott, Mensch und Welt an der Schwelle einer neuen Ordnung. Schröder, Stuttgart 1947.
- Am Morgen einer neuen Zeit: Zusammenbruch und Neugestaltung. Ein Beitrag zur kulturellen Diagnose der Gegenwart. Schröder, Stuttgart 1948.
- Was ist die Baháí-Religion? Bahai-Verlag, Frankfurt am Main 1962.
- Der Baháí-Gläubige und die Baháí-Gemeinschaft. Baháí-Verlag, Frankfurt am Main 1966.
- Kio estas la Bahaa religio … Bahai-Verlag, Frankfurt am Main 1969.
- Das Bündnis Gottes in der Offenbarungsreligion. Bahai-Verlag, Hofheim-Langenhain 1981, ISBN 3-87037-126-9.
- Was lehrt die Bahai Religion? Bahai-Verlag, Hofheim-Langenhain 1985, ISBN 3-87037-158-7.